# Baise (Guangxi)
Baise (kinesisk skrift: 百色, pinyin: Bósè (før), Bǎi Sè (nu)) er en by på præfekturniveau i den autonome region Guangxi Zhuang i Folkerepublikken Kina.
Baise blev grundlagt i 1730, og ligger i den nordvestlige del af Guangxi og grænser til provinserne Guizhou og Yunnan, og til Vietnam. Den ligger midt i mellem tre sydvestkinesiske administrationshovedsteder, Nanning, Kunming, og Guiyang. Præfekturet har et areal på 36,252 km², og en befolkning på 3.860.000 mennesker (2007).
Baises klima er tropisk, og det ligger i monsunområdet. Den årlige nedbør er gennemsnitlig på 1.115 mm, og gennemsnitstemperaturen er 22 °C. En stor del af området er dækket af skov.

## Administrative enheder
Bypræfekturet Baise har jurisdiktion over et distrikt (区 qū), 10 amter (县 xiàn) og et autonomt amt (自治县 zìzhìxiàn).
| Kort            | Kort     | Kort            | Kort                   | Kort                   | Kort        | Kort      | Kort | Kort |
| --------------- | -------- | --------------- | ---------------------- | ---------------------- | ----------- | --------- | ---- | ---- |
| Kort over Baise |          |                 |                        |                        |             |           |      |      |
| #               | Navn     | Hanzi           | Pinyin                 | Befolkning (2004 est.) | Areal (km²) | Indb./km² |      |      |
| Distrikter      |          |                 |                        |                        |             |           |      |      |
| 1               | Youjiang | 右江区          | Yòujiāng Qū            | 330.000                | 3.713       | 89        |      |      |
| Amter           |          |                 |                        |                        |             |           |      |      |
| 2               | Tianyang | 田阳县          | Tiányáng Xiàn          | 330.000                | 2.395       | 138       |      |      |
| 3               | Tiandong | 田东县          | Tiándōng Xiàn          | 400.000                | 2.806       | 143       |      |      |
| 4               | Pingguo  | 平果县          | Píngguǒ Xiàn           | 460.000                | 2.485       | 185       |      |      |
| 5               | Debao    | 德保县          | Débǎo Xiàn             | 340.000                | 2.558       | 133       |      |      |
| 6               | Jingxi   | 靖西县          | Jìngxī Xiàn            | 590.000                | 3.331       | 177       |      |      |
| 7               | Napo     | 那坡县          | Nàpō Xiàn              | 200.000                | 2.230       | 90        |      |      |
| 8               | Lingyun  | 凌云县          | Língyún Xiàn           | 190.000                | 2.306       | 82        |      |      |
| 9               | Leye     | 乐业县          | Lèyè Xiàn              | 160.000                | 2.617       | 61        |      |      |
| 10              | Xilin    | 西林县          | Xīlín Xiàn             | 130.000                | 2.955       | 44        |      |      |
| 11              | Tianlin  | 田林县          | Tiánlín Xiàn           | 240.000                | 5.584       | 43        |      |      |
| Autonome amter  |          |                 |                        |                        |             |           |      |      |
| 12              | Longlin  | 隆林各族 自治县 | Lónglín Gèzú Zìzhìxiàn | 360.000                | 3.542       | 102       |      |      |

## Demografi
I præfekturet er de veæsentlige folkesgrupper zhuang, han, yao, hui og miao.

## Trafik
Kinas rigsvej 323 løber gennem området. Den begynder i Ruijin i provinsen Jiangxi og fører gennem Guangdong og Guangxi og ender i Lincang i Yunnan, på grænsen tilBurma.
Kinas rigsvej 324 fører gennem området. Den går fra Fuzhou i provinsen Fujian og gennem Guangdong, Guangxi, Guizhou, og ender i Kunming i Yunnan.

## Økonomi
Baise er en af Kinas vigtigste prosducenter af aluminum, med både minedrift, forædling og produktion af aluminiumsprodukter. Det tropiske klima danner basis for en stor frugtproduktion. Ellers er træprodukter vigtige, ligesom petroleum, naturgas, kobber og kvarts. Baise er også Guangxis tredjestørste producent af vandkraft med en årlig produktion på fem millioner kilowatt.

## Turisme
Baise har betydelig naturskønhed. De skovdækkede bjergområder har mange plante- og dyrearter. Grænseegnene er blandt de mindst udviklede dele af Kina. Dette, sammen med den etniske mangfoldighed, har været gunstig for udviklingen af turisterhvervet.